# Gerard Splinter van Nijenrode
Gerard Splinter van Nijenrode (voor 1315 – overleden tussen 1350 en 1357) was als heer van Nijenrode een Stichtse edele. Hij had waarschijnlijk zitting in de ministriale raad van de bisschop van Utrecht.

## Levensloop
Hij was zeer waarschijnlijk een zoon van Gijsbrecht I van Nijenrode, hoewel sommige bronnen beweren dat hij een broer van Gijsbrecht was, en zijn moeder was waarschijnlijk afkomstig uit het geslacht Van Borssele. Hij wordt in 1315 al genoemd in een oorkonde en was toen een knaap of schildknaap. Op 13 maart 1326 wordt hij genoemd onder een samenkomst van edelen bij het slaan van een dam over de Vecht voor economische doeleinden, onder toezicht van Willem III van Holland. Op 10 november 1327 stond Gerard borg voor de Utrechtse bisschop, voor vermoedelijk een geldbedrag aan de graaf van Holland. Hij werd in 1339 beleend met een tiende grond bij Eemnes. Op 31 mei 1346 werd hij door Margaretha van Beieren in zijn goederen erkend met daarbij Kasteel Nijenrode. Gerard trouwde in 1332 met Maria Persijn, een dochter van Jan of Johan van Persijn en Jutte van Brederode. Ze kregen samen een zoon: Gijsbrecht II van Nijenrode (1345-1396).